# 诺博士 (小说)
《诺博士》（英語：Dr. No）是英国作家伊恩·弗莱明创作的第六本詹姆斯·邦德系列小说，1957年初在牙买加黄金眼庄园写就，1958年3月31日经乔纳森·凯普出版社在英国首发。小说讲述秘密情報局两名特工在牙买加失踪，詹姆斯·邦德前往调查，发现他们失踪前在调查加勒比地区虚构岛屿的华人鸟粪开采商诺博士。邦德赶到该岛并先后遇到亨妮查尔·莱德尔和诺博士。
小说源于作者1956年为制作人亨利·摩根索三世所创剧本，原计划拍成电视剧《牙买加司令》。计划告吹后，弗莱明把剧作理念改编成小说，原名《伤者》。书中同名反派受萨克斯·罗默的傅满洲系列小说影响显著。
《诺博士》是弗莱明首部在英国恶评如潮的小说，《新政治家》的保罗·约翰逊批评小说沦为卖弄“性、势利和性虐待”噱头之作。但失之东隅，收之桑榆，小说进入美国市场后发响更佳。《每日快報》连载小说的删减版，随后又改编成连环漫画。1962年，《诺博士》改编成同名电影，是詹姆斯·邦德系列电影开山之作，肖恩·康纳利饰演邦德；2008年BBC廣播四台也播出改编电影，托比·斯蒂芬斯诠释007。

## 内容简介

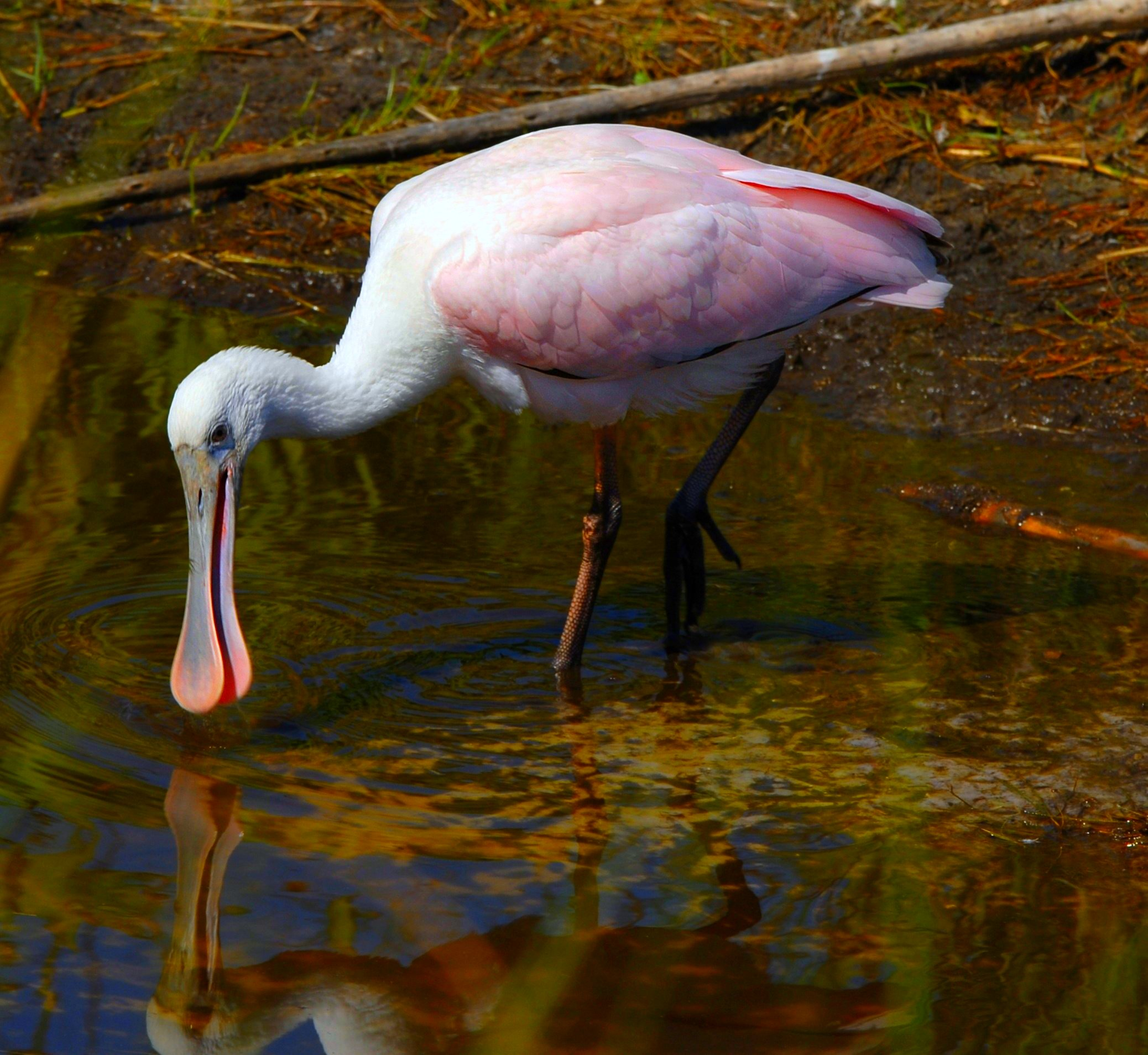
玫瑰琵鷺

英国秘密情報局特工詹姆斯·邦德（代号“007”）被“间谍之死”（SMERSH）组织特工罗莎·克莱布（Rosa Klebb）下毒后险些丧命，剧毒清除后，秘密情报局主管派他前去英属牙买加殖民地，预计此行会比较轻松，适合刚刚恢复的邦德。秘密情报局驻京斯敦分部主管约翰·斯特兰威斯（John Strangways）中校和秘书突然不知所踪，邦德查证后认为斯特兰威斯失踪前在调查中德混血商人朱利叶斯·诺（Julius No）博士的行动，此人在加勒比地区蟹礁岛（Crab Key）深居浅出，经营鸟粪开采。该岛是玫瑰琵鷺的栖息地，江湖传言称岛上还有恶龙。玫瑰琵鷺是美国奥杜邦学会保护鸟类，学会所派飞机在诺博士的简易机场坠毁，两名代表丧生。
邦德抵达牙买加后很快发现受人监视，有人搜查他的房间，据称殖民地总督发来的果篮所盛水果其实有毒，甚至睡觉时都有人把致命剧毒的蜈蚣放到他床上。邦德在老友库洛（Quarrel）帮助下秘密登上诺博士的蟹礁岛，查证他是否与斯特兰威斯等人失踪有关。邦德和库洛见到在岛上收集值钱贝壳的亨妮查尔·莱德尔（Honeychile Rider），但库洛不久就被诺博士的喷火龙烧死，原来传说中的龙其实是火焰喷射器结合沼泽越野车，配上伪装吓阻外人，邦德和莱德尔被抓并带入山上的豪华设施。
诺博士自称正与苏联合作，而且已经建立精密的地下设施，能破坏美国卡纳维拉尔角的试验导弹发射。原来诺博士曾是中国堂会成员，因盗取帮派资金被老大砍手示众后枪杀，但他的心脏位于右侧，故因子弹没打中而幸存。
诺博士对人体能够承受多强烈的疼痛很有兴趣，强迫邦德穿过通风系统的重重障碍。邦德在诺博士等人监视下前进，一路遇到电击、高温和巨大的毒蜘蛛，最后还有圈养的巨烏賊。诺博士的手下把莱德尔绑住准备充当螃蟹饲料，但觉得女人不成威胁所以没有监视，她趋机脱身并遇到逃出重围的邦德。
邦德用码头的鸟粪装载机把诺博士活埋，然后和莱德尔搭乘喷火龙返回牙买加并通知殖民地当局。

## 背景和创作过程
1956年6月，作家伊恩·弗莱明开始与制作人亨利·摩根索三世（Henry Morgenthau III）合作，计划拍摄电视剧《牙买加司令》（[Commander Jamaica] 错误：{{Lang}}：文本有斜体标记（帮助）），主角是虚构牙买加人詹姆斯·冈恩（James Gunn）。项目搁浅后，弗莱明一时又没为下一部詹姆斯·邦德系列小说想到合适题材，于是把电视剧构想改编成《诺博士》。截至1957年1月，他已连续四年均出版邦德系列小说，分别是《皇家赌场》、《生死关头》、《太空城》和《金刚钻》，第五部《俄罗斯之恋》正在编辑准备印刷。弗莱明这个月前往牙买加黄金眼庄园，开始创作新书并保持前几部小说的创作效率。1963年5月，他在《书与书虫》（[Books and Bookmen] 错误：{{Lang}}：文本有斜体标记（帮助））杂志介绍写作技巧，自称“早上大概写三个钟头……晚上六到七点再写一小时。我从不修改，也从不回头检视写出来的东西……照我的办法，你一天也能写两千字。”二月下旬返回伦敦时，他已写完206页的初稿，原名《伤者》（[The Wound Man] 错误：{{Lang}}：文本有斜体标记（帮助））。
弗莱明的小说中没有明确说明日期，但有两位作家根据所有詹姆斯·邦德系列小说反映的情节和局势推导出时间轴。约翰·格里斯沃尔德（John Griswold）和亨利·钱斯洛都曾代表伊恩·弗莱明出版社创作图书，钱斯洛认为《诺博士》的故事发生在1956年，格里斯沃尔德的推断更精确，认为是在这年二到三月。
弗莱明此前的四部小说封面都由他亲自设计，他希望能在《诺博士》封面体现女主角亨妮查尔·莱德尔类似维纳斯的特点。弗莱明委聘帕特·玛里奥特（Pat Marriott）创作封面，要求把莱德尔的形象刻在维纳斯蛤壳上。
《诺博士》出版前，伯纳德·贝尔贡齐（Bernard Bergonzi）在1958年3月的《二十世纪》（[Twentieth Century] 错误：{{Lang}}：文本有斜体标记（帮助））杂志发文，谴责弗莱明的作品包括大量窥阴癖和施虐与受虐内容，“没有任何道德标准”。文章把弗莱明与約翰·布肯、雷蒙·錢德勒对比，批评弗莱明无论道德还是文学角度都远远不及。作家西蒙·拉文（Simon Raven）对此表示，贝尔贡齐的论据看似充分，结论却很幼稚：“难道具体‘道德标准’已经不知从什么时候开始成为娱乐作品的重要组成部分了吗？”拉文称赞弗莱明头脑冷静、善于分析，对科技了解充分，构思合理、节奏感强，想象力超凡且拥有绚丽的描写功底，作品娱乐效果之强即便是他这样阅书无数的人也难得一见。

## 发展

### 情节灵感
1956年3月，弗莱明和朋友伊瓦尔·布莱斯（Ivar Bryce）陪同美國自然史博物館的罗伯特·库什曼·墨菲（Robert Cushman Murphy）及火烈鸟保护学会成员亚瑟·斯坦纳德·韦尔奈（Arthur Stannard Vernay）前往巴哈马南部大伊纳瓜岛，该岛有火烈鸟栖息地。栖息地占地260平方公里，满布茂密的红树林沼泽和盐沼，除火烈鸟外还有白鹭和玫瑰琵鹭，书中蟹礁岛的构想便源于此地。大伊纳瓜岛的陆路行径基本靠沼泽越野车，配备超大轮胎的路虎成为书中喷火龙原型。
诺博士源于萨克斯·罗默笔下反面人物傅满洲博士，弗莱明年纪尚轻时很喜欢该系列小说。许多情节受罗默作品影响，作家西蒙·温德（Simon Winder）认为片中的剧毒蜈蚣就是对傅满洲小说采取拿来主义，诺博士秘密巢穴和瘋狂科學家橋段设定都源自罗默的著作。
1956年《金刚钻》出版后，弗莱明收到枪支专家兼作品粉丝杰弗里·布特罗伊（Geoffrey Boothroyd）寄来的信，批评作者为邦德选用的枪支不当。布特罗伊提出把邦德的贝瑞塔迷你手枪换成瓦尔特PPK手枪，这点在《诺博士》落实。布特罗伊的建议还包括肩带手枪皮套及魔鬼党与其他反派所用武器。为表感谢，弗莱明为秘密情报局武器专家起名“布特罗伊少校”，向邦德介绍时称他“世界头号小型武器专家”。
与前几部小说一样，弗莱明也在本书中借用熟人的名字。伊瓦尔·布莱斯的管家梅·麦克斯韦（May Maxwell）便是邦德的苏格兰裔财务秘书梅。布兰奇·布莱克威尔（Blanche Blackwell）是弗莱明在牙买加的邻居，后来成了他的姘头，弗莱明把书中运输鸟粪的船称为“布兰奇号”。作者的朋友帕特里夏·怀尔德（Patricia Wilder）昵称亨妮·查尔，正是书中女主角的名字；秘密情报局京斯敦分部主管姓名源于弗莱明在怀特（White’s）绅士俱乐部认识的朋友约翰·福克斯-斯特兰威斯（John Fox-Strangways）。作者还将现实人物的身体特征写入小说，库洛曾在《生死关头》出场，源自经常带弗莱明出海捕鲨的牙买加渔民。

### 人物
邦德和在《诺博士》发生摩擦，这在邦德小说中尚属首次。起因是邦德差点被《俄罗斯之恋》中苏联女特工罗莎·克莱布杀害，下令邦德更换配枪执行类似度假的任务，但邦德对此非常不满。多年后亲自投身邦德小说创作的作家雷蒙德·本森（Raymond Benson）认为，在《诺博士》中最为专横，不但逼邦德更换配枪，还强迫他去执行两人公认的首次“轻松”任务。
邦德经典小说共有三名女主角曾遭强奸，除《诺博士》的亨妮查尔·莱德尔外，另外两人分别是《金刚钻》的蒂芙尼·坎丝（Tiffany Case），以及《金手指》的普茜·嘉萝尔。邦德遇到的女人通常在某方面与众不同，杰里米·布莱克（Jeremy Black）认为这正是邦德帮助甚至挽救她们的机遇来源。所有邦德女郎都存在某种缺陷，例如莱德尔就因强奸导致鼻子破损。文化史学家珍妮特·伍拉科特（Janet Woollacott）和托尼·贝内特（Tony Bennett）认为，莱德尔是很不寻常的女人，但与其他邦德女郎一样“看似平等，但依然只是（邦德的）附属品”。书中莱德尔的臀部类似男子，作者的朋友诺埃尔·科沃德对此表示，“我对书中就这么明目张胆宣称亨妮查尔的屁股像男孩有点吃惊。我知道大家都已变得更宽容，但老兄，这么写真的好吗？”
与过去和未来邦德的许多对手一样，诺博士的身体颇为异常。他身高一米九八，两手由钢钳取代，心脏在躯干右侧，邦德称他就像“灰色锡箔包裹的巨大有毒蠕虫”。本森觉得诺博士的邪恶形象颇为成功，是《太空城》雨果·德拉克斯（Hugo Drax）亮相后的邦德小说最佳反派。《時代雜誌》觉得诺博士是“现代虚构作品中比较令人难忘的人物”。
库洛是弗莱明眼中理想的黑人形象，源自他对牙买加人的良好印象：“充满善意，开朗而幽默”。但是，邦德与库洛的良好关系是以双方都将邦德视为上等人为基础。作者对此表示，两人就像苏格兰人和头上的饰物，不是奴役与被奴役的关系。温德认为书中库洛的情节看似和善有礼，但那高高在上的优越感实在令人难堪，令读者晕晕欲睡。

## 风格
弗莱明在《俄罗斯之恋》尝试不同寻常的叙事结构，邦德直到第11章才出场。但他还是更习惯20世纪初惊悚小说家的惯常风格，这种风格在《诺博士》中回归，所以小说中的反派更显传统，类似侦破小说黄金时代的智慧型“绅士恶棍”，书中牺牲人物发展和情节深度追求动作场面。
本森将小说章节末尾用于吸引读者继续观看下一章的悬念设定称为“弗莱明式收尾”。在他看来，《诺博士》的章节比之前小说长，作者利用“弗莱明式收尾迅速推进情节”。文化史学家杰里米·布莱克觉得本作节奏前后不一致，但整体还是很满意。温德认为书中情节混乱，但就算重复欣赏也能获得巨大乐趣。
弗莱明在书中采用耳熟能详的品牌和日常生活细节营造现实感，作家金斯利·艾米斯把这种手段称为“弗莱明效应”。他还指出，弗莱明以极富想象力的手段利用现实生活中的真实信息，从而让邦德的世界无处不在并置身某种现实框架内，或者至少可以说与现实平衡。作家兼新闻工作者马修·帕克（Matthew Parker）称赞《诺博士》是最奇妙、最哥特风格且最戏剧化的邦德小说，觉得这应该是作者有意为之，布莱克觉得诺博士的地下巢穴情节比较空洞和怪诞。雷蒙·錢德勒认为小说的核心不只是和幻想沾边，而是完全建立在幻想的基础上，“伊恩·弗莱明的想象完全没有限制”。弗莱明曾于1963年撰文指出，他笔下的幻想大都是以事实为依据，“基本不大可能发生，但还不至于绝对不可能”。

## 主题
两大主题贯穿《诺博士》始终：权力的意义，以及友谊和忠诚的概念。许多邦德小说都有007和反派谈论权力意义的情节。诺博士就认为确保权力就必须保护隐私，维护他对蟹礁岛的主权。他引述卡尔·冯·克劳塞维茨的首要原则为论据，注意保有可靠的运作基地。文学分析家勒罗伊·潘尼克（LeRoy L. Panek）在检视20世纪英国谍报小说的著作中指出，《诺博士》已经从强调团体或民族转变成注重个人智慧与组织能力。布莱克指出，书中美方资产受苏联威胁，但却是靠英国特工化解，书尾再度强调同样观点，现代英国战舰装载英国军人赶赴蟹礁岛。在布莱克和帕克看来，书中展示英国实力而且没有美国协助，意在把大英帝国描绘成经久不衰的强国。
友谊和忠诚的概念也是《诺博士》重要主题。邦德和開曼群島居民库洛都把对方当成真正的朋友，克里斯多夫·林德纳（Christoph Lindner）认为库洛是邦德“必不可少的盟友”，早在《生死关头》就曾帮助邦德；本森觉得两人间不存在种族歧视，邦德的确对库洛的死感到懊悔和悲痛。

## 出版和反响

### 出版史
1958年3月31日，乔纳森·凯普出版社（Jonathan Cape）在英国发行《诺博士》精装本。1960年2月，图书出版社在英国发行小说平装本，这年结束前就售出11.5万余本。1958年6月，小说通过麥克米倫出版公司亮相美国市场。1962年同名改编电影上映，带动原著销量大增，电影发行七个月后就售出150万本。1964年，《诺博士》在《法國晚報》连载，带动法国邦德小说销售，全年前六本小说的法语版共售出48万本。此后小说除多次再版精装本和平装本外，还翻译成多种语言且从未绝版。

### 评价
《诺博士》是弗莱明首部在英国恶评如潮的小说，其中又以保罗·约翰逊在《新政治家》发表的《性、势利和性虐待》措辞最强烈，首先就是当头一棒：“这无疑是我看过最污秽的书”，还称“看到三分之一时就不得不克制把书丢掉的强烈冲动”。他承认邦德代表“某种重要社会现象”，这种现象涉及书中三大要素，都体现英语文学非常不健康的一面，所以不是优点而是缺点：学生霸凌形成的虐待狂、迷茫青少年对性行为机械而直接的渴望，以及郊区成年人士的残暴和贪婪。约翰逊眼中的《诺博士》根本一无是处：“弗莱明先生毫无文学技巧，书籍结构混乱，所有情节都很生硬，随后又消逝得无影无踪”。
《觀察家報》刊登莫里斯·理查森（Maurice Richardson）的评论，称《诺博士》就是“施虐与受虐免费奉送再加上大章鱼”。《曼彻斯特卫报》刊登文章认可约翰逊的《性、势利和性虐待》，特别是“自身利益的邪恶……邪教”之说，意指邦德享受各种品牌或定制商品，但文章不认可约翰逊宣称小说代表道德沦丧的说法，“我们应当感谢弗莱明先生以安全可控的方式让我们看到现代人是多么敏感和脆弱”。1958年4月，弗莱明致信《曼彻斯特卫报》，针对该报和《二十世纪》发表的评论为自家作品辩护。他一定程度上承认邦德的雪茄、食品等都非常独特，脱离现实生活，但觉得有必要为人物增加戏剧化的道具，如鸡尾酒、饮食等。他对评论界认为这些东西庸俗感到遗憾，觉得大家完全可以理解成“邦德只是不想吃残羹剩饭”。
菲利普·斯蒂德（Philip Stead）在《泰晤士报文学增刊》（The Times Literary Supplement）发文，觉得小说虽显过分华丽，但整体表现依然令人满意，能力稍有不及的作家根本不可能做到。《星期日泰晤士報》刊登雷蒙·钱德勒的评论，称赞弗莱明在第一章对金斯敦殖民地的描写堪称大师。钱德勒钦佩弗莱明的文笔“步调敏锐，无需仔细验证伊恩·弗莱明的创作，他会把结果准确呈现给你”。
《时代杂志》认可针对作者和小说的批评意见，但依然认为《诺博士》堪称佳作，“或许部分读者会对小说不以为然，但正如艾兹拉·庞德对《北回归线》的经典评述所言：‘至少值得一看’”。弗莱明的传记作者约翰·皮尔森（John Pearson）声称，《纽约时报》评论员安东尼·布彻（Anthony Boucher）堪称“彻头彻尾的反邦德兼反弗莱明狂热分子”。皮尔森再度谴责弗莱明的作品，自称“比过去任何时候都难以理解为什么会有部分人士如此钦佩伊恩·弗莱明的童话故事”。本森认为，布彻的评论才是真正的长篇大论，比如最后总结如此措辞：《诺博士》就像把用八千字就能讲完的故事拖出八万字，如果讲究创意的话八百字足矣。
《华盛顿邮报》的格兰迪·库利根（Glendy Culligan）称赞《诺博士》短小精悍，“足以轰动大英帝国”。他自认很喜欢本书，“如果这也算有病的话，各位，咱就有病又能怎样。”詹姆斯·桑多（James Sandoe）在《纽约先驱论坛报》（The New York Herald Tribune）刊发书评高度评价《诺博士》是“十年来最巧妙大胆、令人眼花缭乱的惊悚小说，而且亲自阅读比听人评述还好得多”。
西蒙·温德认为本书情节发生在牙买加，所以很可能是最引人入胜的邦德小说，“最轻松，最自信，但也最穷凶极恶”。潘尼克指出，弗莱明明知他对牙买加的看法已经过时，但他很有信心，知道情节迅速展开后这根本不算什么，就像小说中的女王俱乐部毁于独立斗争一样文化史学家迈克尔·丹宁（Michael Denning）指出，大英帝国在现实生活中早已是明日黄花，反映到《诺博士》里就是承认帝国终结，进而为小说增添“末日感”。

## 改编
1958年3月19日，《每日快報》开始连载《诺博士》，同年4月1日收尾。1960年5至10月，小说又改编成连环漫画并通过该报全球同步发行。漫画由彼得·奥唐奈（Peter O'Donnell）创作，约翰·麦克卢斯基（John McLusky）绘图，后于2005年与《金刚钻》和《俄罗斯之恋》的连环漫画集结成选集，由泰坦图书（Titan Books）出版。1962年，小说更名《恶梦岛裸女》（Nude Girl of Nightmare Key）在美国男人杂志《雄鹿》（Stag）连载。
1962年，艾伯特·布洛克里和哈里·萨尔兹曼（Harry Saltzman）制片、特伦斯·扬导演的同名电影上映，是Eon制片公司首部詹姆斯·邦德系列电影，肖恩·康纳利扮演邦德，约瑟夫·怀斯曼（Joseph Wiseman）饰诺博士，乌苏拉·安德斯诠释亨妮查尔·莱德尔。电影大致架构与小说相同，但有部分情节不符，片中的诺博士是虚构犯罪组织魔鬼黨特工，岛上要塞采用核动力；片尾诺博士是被反应堆冷却剂淹死。2008年5月，小说改编的剧作在BBC廣播四台上演，托比·斯蒂芬斯饰演邦德，大衛·蘇切特扮演诺博士。

### 脚注
1. 1 2 3  Johnson 1958，第430頁.
2. 1 2 3 4  Chancellor 2005，第111頁.
3. ↑  Lycett 1996，第297–98頁.
4. ↑  Ian Fleming's James Bond Titles & Ian Fleming Publications.
5. ↑  Lycett 1996，第313頁.
6. 1 2  Benson 1988，第16頁.
7. 1 2  Faulks & Fleming 2009，第320頁.
8. 1 2 3  Chancellor 2005，第110頁.
9. ↑  Griswold 2006，第13頁.
10. ↑  Chancellor 2005，第98–99頁.
11. ↑  Lycett 1996，第315頁.
12. 1 2  Bergonzi 1958，第221頁.
13. ↑  Lindner 2009，第19頁.
14. ↑  Raven 1958，第2頁.
15. ↑  Benson 1988，第13頁.
16. ↑  Benson 1988，第14頁.
17. ↑  Lycett 1996，第287頁.
18. ↑  Chancellor 2005，第110–11頁.
19. 1 2 3  Winder 2006，第v頁.
20. 1 2 3 4  Panek 1981，第213頁.
21. ↑  Bond's unsung heroes: Geoffrey Boothroyd, the Real Q.
22. ↑  Chancellor 2005，第160頁.
23. 1 2  Macintyre 2008，第132頁.
24. ↑  Benson 1988，第15頁.
25. 1 2 3  Chancellor 2005，第113頁.
26. ↑  Thomson 2008，第21頁.
27. ↑  Lycett 1996，第81, 295頁.
28. ↑  Cook 2004，第40頁.
29. 1 2 3 4  Benson 1988，第112頁.
30. ↑  Lindner 2009，第37頁.
31. ↑  Benson 1988，第113頁.
32. 1 2  Lindner 2009，第128頁.
33. ↑  Black 2005，第72頁.
34. 1 2  Macintyre 2008，第160頁.
35. ↑  Bennett & Woollacott 1987，第123頁.
36. ↑  Lindner 2009，第227頁.
37. ↑  Black 2005，第19頁.
38. ↑  Eco 2009，第38頁.
39. ↑  Amis 1966，第66頁.
40. 1 2  Fleming 2006，第206頁.
41. ↑  Benson 1988，第109頁.
42. 1 2  Books: The Upper-Crust Low Life & Time.
43. ↑  Parker 2014，第161頁.
44. ↑  Chapman 2009，第27頁.
45. ↑  Parker 2014，第163頁.
46. 1 2  Benson 1988，第105頁.
47. 1 2  Chapman 2009，第57頁.
48. ↑  Pearson 1967，第340頁.
49. ↑  Benson 1988，第85頁.
50. 1 2 3  Benson 1988，第110頁.
51. 1 2  Black 2005，第31頁.
52. ↑  Winder 2006，第vii頁.
53. 1 2  Parker 2014，第227頁.
54. ↑  Butler 1973，第241頁.
55. ↑  Amis 1966，第112頁.
56. ↑  Amis 1966，第111–112頁.
57. 1 2  Chandler 1958，第6頁.
58. ↑  Chancellor 2005，第105頁.
59. 1 2  Black 2005，第33頁.
60. ↑  Parker 2014，第236–37頁.
61. ↑  Lindner 2009，第67頁.
62. 1 2  The Daily Express 1958，第10頁.
63. ↑  Bennett & Woollacott 2009，第17頁.
64. ↑  Benson 1988，第231頁.
65. ↑  Bennett & Woollacott 2009，第20頁.
66. ↑  Lindner 2009，第22頁.
67. ↑  Dr No & WorldCat.
68. ↑  Lycett 1996，第330頁.
69. 1 2 3  Fleming 1958，第4頁.
70. ↑  Richardson 1958，第17頁.
71. ↑  The Manchester Guardian 1958，第6頁.
72. 1 2  Stead 1958，第193頁.
73. ↑  Pearson 1967，第99頁.
74. 1 2  Boucher 1958，第BR11頁.
75. 1 2  Benson 1988，第17頁.
76. ↑  Culligan 1958，第6頁.
77. ↑  Panek 1981，第208頁.
78. ↑  Parker 2014，第25頁.
79. ↑  Denning 2009，第68–69頁.
80. ↑  Honey as James Bond First Met Her & The Daily Express 1958，第3頁.
81. ↑  Fleming, Gammidge & McLusky 1988，第6頁.
82. ↑  McLusky et al. 2009，第160頁.
83. ↑  Benson 1988，第24頁.
84. ↑  Sutton.
85. ↑  Smith & Lavington 2002，第19頁.
86. ↑  Die Another Day & British Film Institute.
87. ↑  007 Villain to Play Bond on Radio & BBC 2008.

### 报刊和网页
- Johnson, Paul. . New Statesman. 1958-04-05: 430  [2020-11-17]. （原始内容存档于2020-09-26）.
- . Ian Fleming Publications.   [2016-09-21]. （原始内容存档于2016-09-21）.
- Bergonzi, Bernard. . Twentieth Century. 1958-03: 221.
- Raven, Simon. . The Spectator. 1958-04-04: 2  [2020-11-17]. （原始内容存档于2020-09-19）.
- . The Daily Telegraph. 2009-05-21  [2020-11-17]. （原始内容存档于2020-11-07）.
- Thomson, Ian. . Arts & Book Review. 2008-06-06: 21.
- Cook, William. . New Statesman. 2004-06-28: 40.
- . Time. 1958-05-05  [2020-11-18]. （原始内容存档于2016-03-14）.
- Chandler, Raymond. . The Sunday Times. 1958-03-30: 6.
- . The Daily Express. 1958-04-01: 10.
- . WorldCat.   [2020-11-18]. （原始内容存档于2019-07-07）.
- Fleming, Ian. . The Manchester Guardian. 1958-04-05: 4.
- Richardson, Maurice. . The Observer. 1958-03-30: 17.
- . The Manchester Guardian. 1958-03-31: 6.
- Stead, Philip John. . The Times Literary Supplement. 1958-04-11: 193.
- Boucher, Anthony. . The New York Times. 1958-07-06: BR11  [2020-11-18]. （原始内容存档于2021-05-15）.
- Culligan, Glendy. . The Washington Post. 1958-07-06: E6.
- . The Daily Express. 1958-03-16: 3.
- Sutton, Mike. . Screenonline. British Film Institute.   [2020-11-18]. （原始内容存档于2020-11-06）.</ref>
- . BBC. 2008-05-02  [2020-11-18]. （原始内容存档于2020-10-21）.
- . British Film Institute.   [2020-11-18]. （原始内容存档于2020-10-21）.